# ماهاوانونا
ماهاوانونا (به لاتین: Mahavanona) یک منطقهٔ مسکونی در ماداگاسکار است که در آنتسینانا دوم واقع شده‌است. ماهاوانونا ۱۲٬۰۷۵ نفر جمعیت دارد و ۱۱۵ متر بالاتر از سطح دریا واقع شده‌است.